# Hempšírka
Hempšírka je plemeno kura domácího těžšího typu, s kombinovanou užitkovostí, přes těžší hmotnost je velmi dobrou nosnici dosahující ročně až 200 ks vajec. V masné užitkovosti a růstu je také jedno z nejlepších plemen. Byli a stále jsou mezi chovateli poměrně hojné a oblíbené a byl pro ně obnoven v současné době i chovatelský klub.

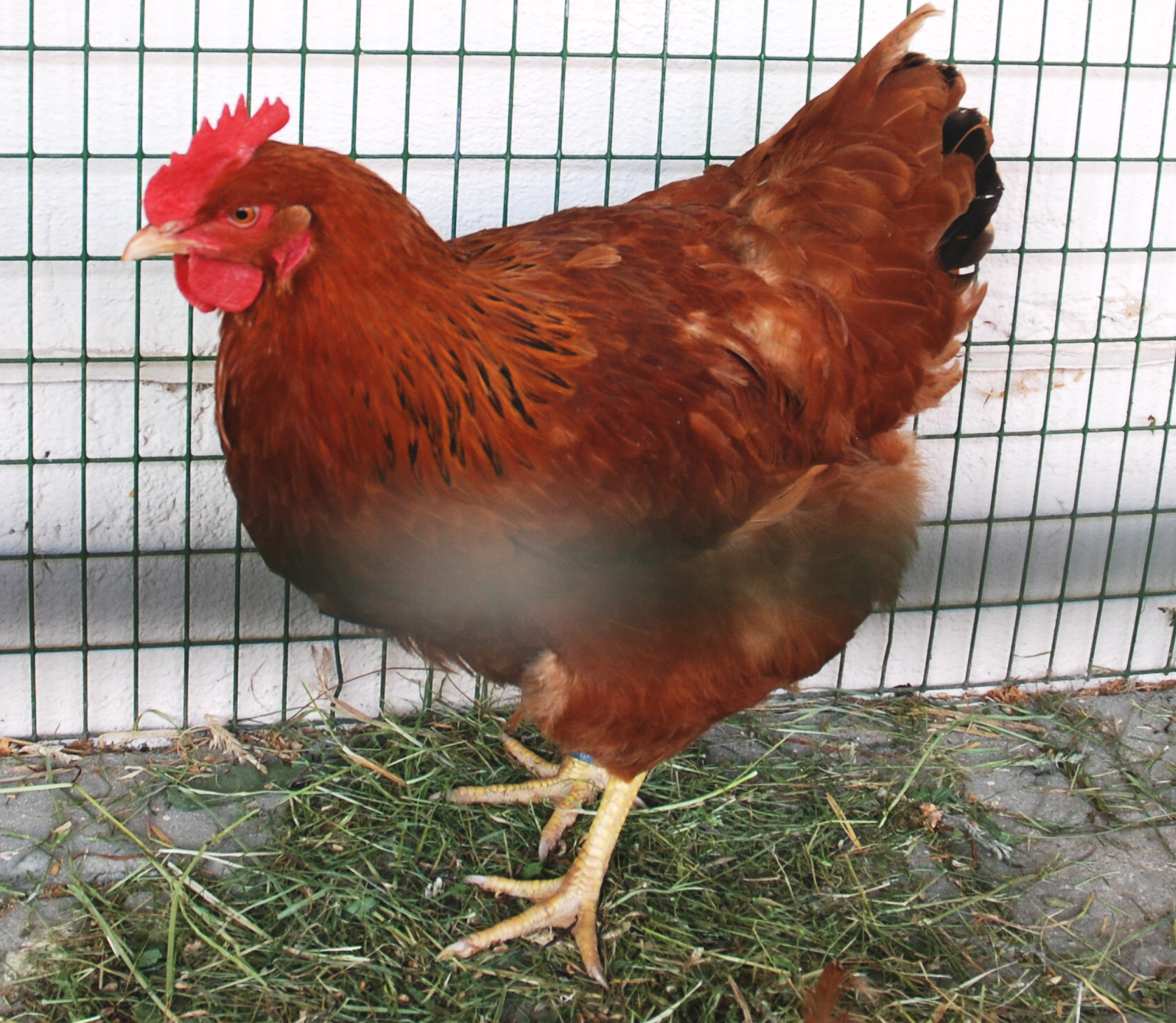
Slepice hempšírky

## Chov
Jsou velmi klidné, vhodný i na menší výběhy, snadno ochočitelné, zvláště přes krmivo, které velmi dobře zužitkují, ale je potřebné ho správně dávkovat, jelikož stejně jako u všech plemen tohoto typu hrozí zatloustnutí a snížení snášky, která v dobré kondici je přesto velmi dobrá, ač stejně jako u ostatních těžších plemen pozdější. Doporučená doba líhnutí je únor až duben, aby nosnice řádně vyspěly a mohly začátkem září začít správně nést. Snáška na druhý rok je pak velmi velká. Doporučuje se líhnout od starších slepic z již ověřenou snáškou, které dávají jistotu kvalitních kuřat.

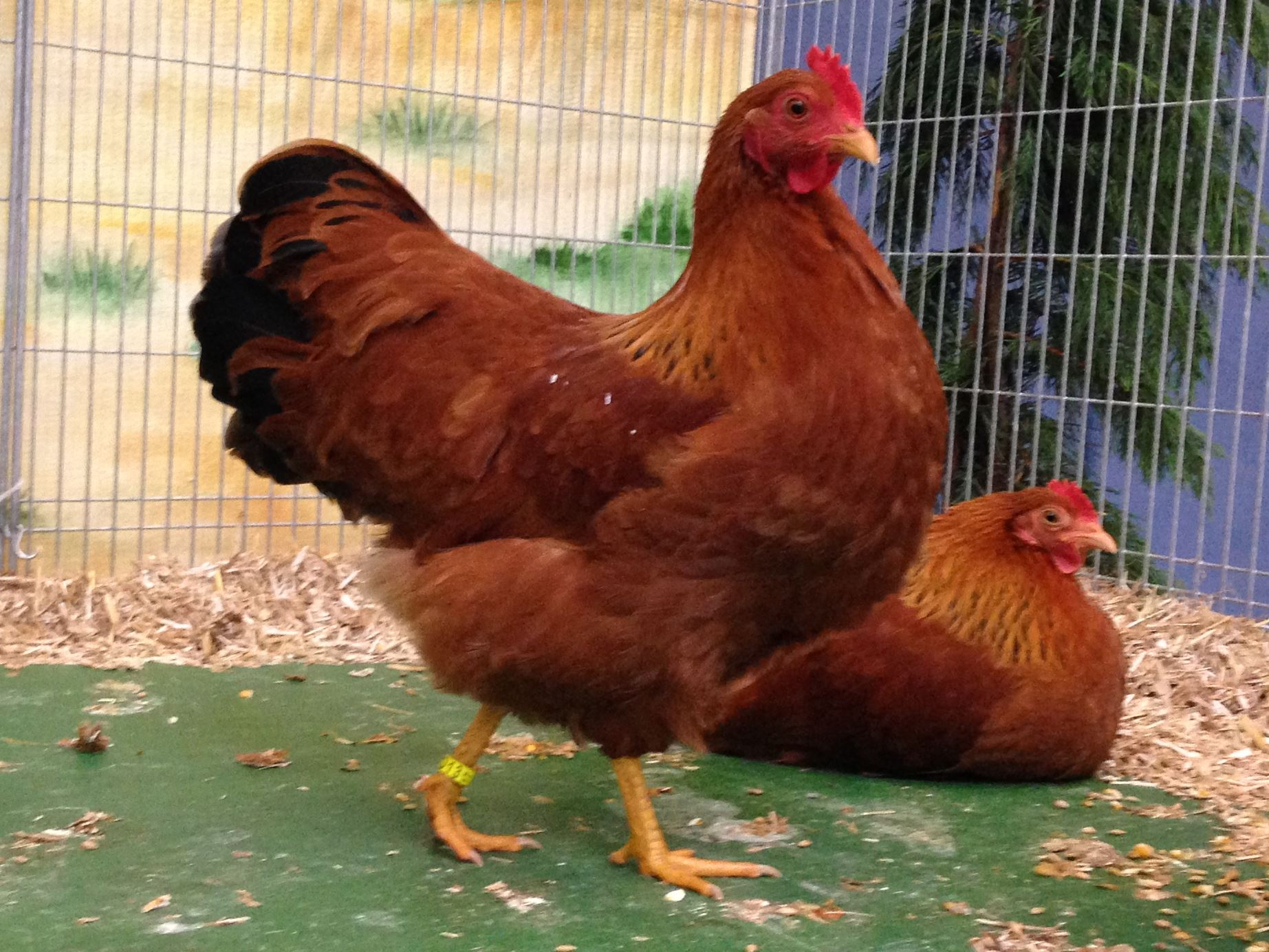
Zdrobnělá hempšírka